# ジャスト・ワン・ルック
「ジャスト・ワン・ルック」（"Just One Look"）はアメリカのリズム・アンド・ブルースの歌手ドリス・トロイとグレゴリー・キャロルが共作した曲。ドリス・トロイによる録音は1963年にヒットした。ホリーズ、アン・マレー、そしてリンダ・ロンシュタットもこの曲を録音し、それぞれにとってのヒット曲にした。また、それら以外にもこの曲のさまざまなバージョンがある。

## ドリス・トロイのバージョン

### 背景
ドリス・トロイによるバージョンがアトランティック・レコードからリリースされた経緯の詳細には複数の説がある。書籍 Billboard Book of One-Hit Wonders によれば、ジェームス・ブラウンが（当時の芸名のドリス・ペインとして）ナイトクラブで歌うトロイを見て、アトランティックに紹介したとのことである。Soulful Divas に記述されたより近年の詳細な話としては、ペインがこの曲のデモテープを録音し、最初はス―・レコードに持ち込んだが、反応が芳しくなかったことからアトランティックのジェリー・ウェクスラーに持ちかけ、アトランティックはデモ音源をそのままリリースしたと言う。この曲の参加ミュージシャンはピアノにアーニー・ヘイズ、ギターにウォーリー・リチャードン、ベースがボブ・ブッシュネルでドラムスはバーナード・パーディとなっている。
シングルが初めてリリースされた時には彼女は芸名として「ドリス・トロイ」を使い始めていたが、筆名としてはドリス・ペインのままだった。アルバムのソングライターのクレジットの苗字はペインとなっている。

### 評価
1963年、ドリス・トロイは「ジャスト・ワン・ルック」で全米ビルボード・ホット100チャートでの唯一のヒットを記録した。14週間に渡ってホット100チャートに留まり、最高で10位に達し、ビルボード誌のホットR&Bシングル・チャートでは3位を獲得するとともに、ニューヨークの "Lever Hit Parade" で8位に、カナダのCHUMヒットパレードでは1位に輝いた。この曲はキャッシュボックス誌のトップ100でも Andy and the mrglows によるバージョンと共に9位となり、トロイのバージョンはベストセラーとなった。
この曲はビルボードの「1963年トップ・レコード」では70位となり、キャッシュボックスの「1963年のトップ100チャート」でも80位に、ビルボードの「1963年のトップR&Bシングル」チャートでは11位を記録した。

### チャートでの成績
| チャート(1963年)                    | 最高 順位 |
| ----------------------------------- | --------- |
| Canada (CHUMヒットパレード)         | 1         |
| ニュージーランド (Lever Hit Parade) | 8         |
| 全米ビルボード ホット100            | 10        |
| 全米ビルボード ホットR&Bシングル    | 3         |
| 全米キャッシュボックス トップ100    | 9         |

| チャート(1963年)         | 順位 |
| ------------------------ | ---- |
| 全米キャッシュボックス   | 80   |
| 全米ビルボード ホット100 | 81   |

### テレビCMでの使用
この曲のドリス・トロイのバージョンは、シンディ・クロフォードが出演した1991年のペプシのコマーシャルで使用され、2001年の第35回スーパーボウルの期間にも放送された。引き続きシンディ・クロフォードが出演し、トロイのバージョンの曲が使用された更新版の広告は2002年に放送された。2015年、この曲のトロイのバージョンがアスパルテーム無添加のダイエット・ペプシの広告で使用された。この曲は1979年から1980年前半にかけてマツダのコマーシャル・シリーズで使用されたが、広告では異なるバージョンの録音が使用された。

## ホリーズのバージョン

### 背景
「ジャスト・ワン・ルック」はホリーズによってカバーされてイギリスでヒットし、1964年4月に Record Retailer のチャートで2位に達した。これはこの年の37番目のビッグヒットとなった。オリジナルのリリースが米国でメジャーなヒットとはならなかったにもかかわらず、ホリーズの「ジャスト・ワン・ルック」はビルボード ホット100に98位となり、ホリーズをチャートに初登場させた。1967年に米国で再発売されると、ビルボード ホット100で44位になった。

### チャートでの成績

#### 週間チャート
| チャート(1964年)                    | 最高 順位 |
| ----------------------------------- | --------- |
| オーストラリア                      | 29        |
| アイルランド (Evening Press)        | 6         |
| ニュージーランド (Lever Hit Parade) | 4         |
| ノルウェイ (VG-lista)               | 11        |
| スウェーデン                        | 8         |
| 英国 (Record Retailer)              | 2         |

| チャート(1967年)                | 最高 順位 |
| ------------------------------- | --------- |
| カナダ (RPM 100)                | 30        |
| アメリカ (ビルボード ホット100) | 44        |

## アン・マレーのバージョン

### 背景
アン・マレーは自身の1974年のアルバム『ラヴ・ソング』で「ジャスト・ワン・ルック」をリメイクした。この曲はブライアン・エイハーンによってプロデュースされ、同年10月にシングルとして発売された。マレーによるカバーはカナダのRPM誌トップ・シングル・チャートで11位に達し、カナダのCHUM 30では12位となり、米国のビルボード ホット100チャートに2週間留まり、86位に到達した。ビルボードのイージーリスニング・チャートでは50位を記録した。
この曲のB面の「サン・オブ・ア・ロトン・ギャンブラー」は、1974年にRPM誌のアダルト・コンテンポラリー・チャートで1位となり、同誌のカントリー・チャートでは3位となった。

## リンダ・ロンシュタットのバージョン

### 背景
リンダ・ロンシュタットは「ジャスト・ワン・ルック」を自身の1978年のアルバム『ミス・アメリカ』でリメイクした。ロンシュタットによるカバーはアルバムからの3枚目のシングルとして1979年1月23日にピーター・アッシャーによるプロデュースでアサイラム・レコードから発売された。ロンシュタットのシングルはビルボード ホット100チャートに8週間留まり、44位に達するとともに、ビルボード誌のイージーリスニング・チャートでは5位に到達した。この曲はキャッシュボックス誌のトップ100でも最高で46位とない、レコード・ワールド誌のシングルチャートでは54位となった。

### チャートでの成績

#### 週間チャート
| チャート(1979年)                        | 最高 順位 |
| --------------------------------------- | --------- |
| オーストラリア                          | 38        |
| カナダ RPM 100シングル                  | 46        |
| カナダ RPM アダルト・コンテンポラリー・ | 4         |
| 全米 ビルボード ホット100               | 44        |
| 全米 ビルボード イージーリスニング      | 5         |
| 全米 キャッシュボックス トップ100       | 46        |
| 全米 レコード・ワールド誌 シングル      | 54        |

#### 年間チャート
| チャート(1979年)         | 順位 |
| ------------------------ | ---- |
| 全米ビルボード ホット100 | 256  |

## その他のバージョン
- モータウンのガールグループのマーサ&ザ・ヴァンデラスはこの曲を1963年のアルバム Heat Wave に収録した[46]。
- タンパを起点として活動するディスコ・バンドであるフェイス・ホープ&チャリティ（英語版）はこの曲のカバーをリリースし、全英シングル・チャートに4週間留まり、1976年2月7日に38位に到達した[47][48]。
- ブライアン・フェリー - 1993年のアルバム『タクシー』に収録。